# 海格立斯 (密蘇里州)
海格立斯（英語：Hercules）是位於美國密蘇里州托尼縣的非建制地區。

## 歷史
海格立斯的郵局於1899年設立，其後於1935年停運。

## 地理
海格立斯所處的海拔為高於海平面272米（即892英呎），而該地所採用的時區為UTC-6，即北美中部時區（CST）。同時該地設有夏令時間，為UTC-6調快一小時，即UTC-5（CDT）。